# Peropteryx kappleri
Peropteryx kappleri är en däggdjursart som beskrevs av Peters 1867. Peropteryx kappleri ingår i släktet Peropteryx och familjen frisvansade fladdermöss. IUCN kategoriserar arten globalt som livskraftig.
Inga underarter finns listade i Catalogue of Life. Wilson & Reeder (2005) skiljer mellan två underarter.
Arten är med en genomsnittlig kroppslängd (huvud och bål) av 60,9 mm och en vikt av cirka 8,5 g för honor störst i släktet. Hanar blir cirka 58,2 mm långa och 7,7 g tunga. Beroende på årstid är ovansidan mörkbrun eller ljusbrun och undersidan är ännu ljusare. Det finns inga vita linjer på ryggen och inga vita ställen på vingarna. Öronen är inte sammanlänkade med en hudremsa.
Denna fladdermus förekommer i Amerika från södra Mexiko till centrala Bolivia och södra Brasilien. Den vistas i låglandet och i låga bergstrakter upp till 850 meter över havet. Peropteryx kappleri undviker alltför täta skogar i Amazonområdet. Arten lever i olika habitat.
Individerna bildar flockar som består av ett monogamt föräldrapar och upp till fem ungdjur (eller andra släktingar). De vilar i grottor eller i bergssprickor och jagar över trädkronorna eller över öppna områden som jordbruksmark eller savanner.
Ibland bildar flera flockar vid viloplatsen kolonier med cirka 45 medlemmar. Allmänt håller de lite avstånd från varandra när de sover. Arten har olika flygande insekter som byten som upptäcks med hjälp av ekolokalisering. Dessutom har denna fladdermus olika läten för kommunikationen.
Honor kan para sig hela året men de flesta ungar föds under regntiderna. Per kull föds en unge som diar sin mor cirka 40 dagar. När ungen är självständig efter cirka 60 dagar lämnar den flocken och söker kontakt med andra artfränder.